# إنريكي سيرنا
إنريكي سيرنا (بالإسبانية: Enrique Serna)‏ هو كاتب مكسيكي، ولد في 11 يناير 1959 في مدينة مكسيكو في المكسيك.

## وصلات خارجية
- إنريكي سيرنا على موقع IMDb (الإنجليزية)